# Metal Blade Records
Metal Blade Records — американський лейбл, створений Браяном Слегелом у 1982 році. Головний офіс знаходиться у місті Агура-Гіллз, Каліфорнія. Також має представництва у Німеччині, Канаді, Великої Британії та Японії.

## Історія
Metal Blade Records заснований Браяном Слегелом, який в той час працював у музичному магазині в передмісті Лос-Анжелеса. Перший реліз лейблу — це збірка під назвою The New Heavy Metal Revue presents Metal Massacre, куди увійшли Metallica, Ratt та Black 'N Blue. До музикантів Metal Blade, які увійшли в чарт Billboard Top 200 належать The Goo Goo Dolls, Amon Amarth, As I Lay Dying, Behemoth, Slayer, Job for a Cowboy, Whitechapel тощо.
З 1985 до 1998 до Metal Blade входив підрядний лейбл під назвою Death Records, на якому вийшли релізи D.R.I., Corrosion of Conformity, Cryptic Slaughter, The Mentors, Cannibal Corpse, Atheist, Angkor Wat, Loss for Words та Dark Funeral.
У 2010 році Metal Blade приєднався до американської асоціації звукозапису RIAA.

## Музиканти

### Під контрактом
- 3
- Abiotic
- The Absence
- Across The Sun
- Aeon
- Allegaeon
- Amon Amarth
- Anima
- Armored Saint
- As I Lay Dying
- As You Drown
- Austrian Death Machine
- Autumn
- Barn Burner
- Battlecross
- Behemoth
- Believer
- Between the Buried and Me
- Beverly Hellfire
- Beyond the Sixth Seal
- Bison B.C.
- Bitch
- The Black Dahlia Murder
- Bolt Thrower
- Born from Pain
- Brain Drill
- Brainstorm
- Cannibal Corpse
- Cataract
- Cattle Decapitation
- Charred Walls of the Damned
- Dawn of Ashes
- Desaster
- The Devil's Blood
- Dew-Scented
- Disillusion
- Don Jamieson
- Facebreaker
- Evergreen Terrace
- Falconer[en]
- Fates Warning
- Fleshcrawl
- Fleshwrought
- Goatwhore
- God Dethroned
- Gwar
- Gypsyhawk
- Hail of Bullets
- Hammers of Misfortune
- Hate
- Hate Eternal
- House of Heavy
- In Solitude
- Intensus
- Jim Florentine
- Job for a Cowboy
- King Diamond
- King Of Asgard
- Lay Down Rotten
- Lazarus A.D.
- Lightning Swords of Death
- Lizzy Borden
- Malefice
- Mercyful Fate
- Neaera
- Negligence
- The Ocean Collective
- One-Way Mirror
- OSI
- Overcast
- Paths of Possession
- Pentagram
- Primordial
- Psyopus
- Razor of Occam
- The Red Chord
- Rose Funeral
- Shai Hulud
- Sister
- Six Feet Under
- Skyforger
- Soilent Green
- System Divide
- Thomas Giles
- Transatlantic
- Týr
- Unearth
- Vomitory
- Whitechapel
- Ensiferum